# Like a Virgin (singel)
Like a Virgin – utwór muzyczny amerykańskiej piosenkarki Madonny pochodzący z jej drugiego albumu studyjnego Like a Virgin (1984) i zarazem pierwszy promujący go singel. Jest to popowa piosenka z elementami muzyki klubowej autorstwa Billy’ego Steinberga oraz Toma Kelly’ego, wyprodukowana przez Nile’a Rodgersa. Jej tekst opiera się na ukrytych insynuacjach, dlatego może zostać zinterpretowany na wiele różnych sposobów.
Utwór stał się pierwszym „numerem jeden” Madonny w Stanach Zjednoczonych, Australii i Kanadzie, ponadto uplasował się w czołowej dziesiątce list przebojów w jedenastu innych krajach. Jako jeden z największych przebojów w karierze piosenkarki, spotkał się z uznaniem zarówno współczesnych, jak i dawnych krytyków muzycznych. Od chwili premiery do dziś, Madonna często wykonuje „Like a Virgin” na żywo. Szokujący występ podczas gali MTV Video Music Awards w 1984 roku oraz kontrowersyjny teledysk w znacznej mierze przyczyniły się do wzrostu rozpoznawalności promowanego singla i samej artystki. Z czasem, zdaniem uczonych, sposób promocji utworu wpłynął na rozwój muzyki popularnej, mody, a także pojęć wystąpienia na żywo oraz teledysku, co zapewniło Madonnie status ikony popkultury.

## Historia
Występ Madonny do Like a Virgin na MTV Video Music Awards zapisał się w historii muzyki, kiedy to piosenkarka pojawiła się na scenie w sukni ślubnej na szczycie olbrzymiego tortu weselnego. Na innym występie, tym razem w telewizji, w programie Top of the Pops emitowanego dla BBC oraz Solid God Madonna podłożyła głos ubrana w różową perukę na specjalne zamówienie u Keith Haring oraz kurtkę przygotowaną na występ.
Autorami tekstu są Billy Steinberg oraz Tom Kelly. Kelly śpiewał demo. W rozmowie z Songfacts, Steinberg, powiedział:

Gdy Madonna nagrywała piosenkę, korzystała z demo, w którym pod koniec na wyciszeniu słychać Toma mówiącego 'When your heart beats, and you hold me, and you love me...'. Były to ostatnie dźwięki, które słyszałeś. Madonna musiała słuchać go bardzo, bardzo uważnie, ponieważ jej zapis kończy się dokładnie tą samą improwizacją. To rzadko się zdarza, że słucha się dema tak dokładnie i wykorzystuje takie szczegóły. Pochlebiło nam to.

Basy były podobne do piosenek w wykonaniu Michaela Jacksona (Billie Jean) oraz The Four Tops (I Can’t Help Myself). Madonna przyznała, że w jej hicie można dostrzeć podobieństwa między Like a Virgin a piosenkami Jacksona i The Four Tops poprzez dodane elementów tych nagrań do jej taśm z Like a Virgin do jej występów na żywo (z Billie Jean podczas The Virgin Tour w 1985 r. i I Can’t Help Myself w 1987 r. na występach w ramach Who’s That Girl World Tour).

## Pozycje na listach
Utwór stał się pierwszym z 12 hitów numer jeden na liście Billboard Hot 100, pozostając na szczycie przez sześć kolejnych tygodni i ostatecznie zdobywając złoty certyfikat RIAA w styczniu 1985 r., sprzedając się w ponad 1 milionie kopii. Znalazł się także na #1 pozycji na liście Hot Dance Club Play oraz w pierwszej dzięsiątce na Hot R&B/Hip-Hop Songs.
Like a Virgin znajdował na Billboard Hot 100 Singles Chart od 17 listopada 1984 na #48 pozycji, i w szybkim tempie piął się do szczytu, osiągając #1 miejsce w szóstym tygodniu, 22 grudnia 1984. Piosenka była pierwszą z czterech najlepszych singli z albumu Madonny o tej samej nazwie. Nagranie pozostało w Top 10 przez dziewięć tygodni, w Top 20 przez jedenaście tygodni, a w Top 40 przez czternaście tygodni.
Na świecie Like a Virgin osiągnął najwyższą pozycję w wielu krajach. W Wielkiej Brytanii był hitem osiągając #3 miejsce i sprzedał się w ponad 760.000 egzemplarzy. Tymczasem Madonna stała się artystką, której singel został drugim najlepiej sprzedającym się singlem w Wielkiej Brytanii do tamtej pory. To był jej pierwszy numer jeden w Australii, Kanadzie i Japonii.

## Wideoklip
Teledysk w reżyserii Mary Lambert, został nakręcony w Wenecji, jednak niektóre ujęcia zostały sfilmowane w Nowym Jorku w lipcu 1984 r. Klip ukazuje taniec Madonny na gondoli, bieg w sukni ślubnej oraz ujęcia Madonny z lwem w garniturze. Premiera video odbyła się w MTV 13 listopada 1984. Teledysk od razu stał się hitem.
W 1985, video do piosenki Like a Virgin zostało nakręcone ponownie – tym razem był to występ live z trasy The Virgin Tour w Detroit. Klip został sfilmowany na potrzeby promocji VHS z tej trasy. Ta wersja została nominowana do najlepszej choreografii na MTV Video Music Awards.
Kolejna wersja teledysku została nakręcona podczas występu live Blond Ambition World Tour w Paryżu i ukazała się 9 maja 1991 w celu promowania filmu dokumentalnego Truth or Dare. Klip był dwukrotnie nominowany do MTV Video Music Awards w kategoriach Best Female Video oraz Best Choreography.

## Notowania
| Terytorium        | Notowanie                          | Pozycja |
| ----------------- | ---------------------------------- | ------- |
| Stany Zjednoczone | Billboard Hot 100                  | 1       |
| Stany Zjednoczone | Hot 100 Single Sales               | 1       |
| Stany Zjednoczone | Hot 100 Airplay                    | 1       |
| Stany Zjednoczone | Hot Dance Music/Club Play          | 1       |
| Stany Zjednoczone | Adult Contemporary                 | 29      |
| Stany Zjednoczone | Hot R&B/Hip Hop Singles and Tracks | 9       |
| Stany Zjednoczone | Hot R&B Single Sales               | 9       |
| Stany Zjednoczone | Hot R&B Airplay                    | 8       |
| Stany Zjednoczone | UK Singles                         | 3       |
| Australia         | ARIA                               | 1       |
| Kanada            | nieznana                           | 1       |
| Japonia           | nieznana                           | 1       |
| Belgia            | nieznana                           | 2       |
| Europa            | European Hot 100 Singles           | 2       |
| Nowa Zelandia     | nieznana                           | 2       |
| Niemcy            | nieznana                           | 4       |
| Irlandia          | nieznana                           | 4       |
| Finlandia         | nieznana                           | 5       |
| Austria           | nieznana                           | 8       |
| Francja           | nieznana                           | 8       |
| Norwegia          | nieznana                           | 8       |
| Szwajcaria        | nieznana                           | 9       |
| Szwecja           | nieznana                           | 15      |
| Włochy            | nieznana                           | 16      |